# 진주성로
진주성로(Dongjin-ro)는 경상남도 진주시 성북동 명석삼거리에서 집현면 원동삼거리까지 연결되는 도로이다.

## 주요 경유지
경상남도
- 진주시 (성북동 . 상봉동 . 집현면)

## 노선
| 이름           | 접속 노선                  | 소재지 | 소재지 | 비고 |
| -------------- | -------------------------- | ------ | ------ | ---- |
| 공북문교차로   | 남강로                     | 진주시 | 성북동 |      |
| 인사광장교차로 | 진양호로                   | 진주시 | 성북동 |      |
| 봉곡광장교차로 | 진주대로                   | 진주시 | 성북동 |      |
| 진주여고사거리 | 창렬로                     | 진주시 | 상봉동 |      |
| 못재           |                            | 진주시 | 집현면 |      |
| (이름없음)     | 하촌로                     | 진주시 | 집현면 |      |
| 주취고개       |                            | 진주시 | 집현면 |      |
| 사촌교차로     | 국도 제33호선 (순환로)     | 진주시 | 집현면 |      |
| 원동삼거리     | 지방도 제1007호선 (진산로) | 진주시 | 집현면 |      |

## 주요 건물 및 시설
- 봉곡새마을금고 본점 (진주성로 47/봉곡동 21-7)
- 신협 새진주신협 서부지점 (진주성로 52/봉곡동 20-23)
- 농협 서진주지점 (진주성로 65/봉곡동 23-4)
- 농협 진주서부농협 (진주성로 77/봉곡동 24-4)
- 이마트24 진주상봉점 (진주성로 80/상봉동 1001-20)
- 상봉동행정복지센터 (진주성로 111/상봉동 1020-13)
- 진주봉원중학교 (진주성로 169/상봉동 1445)